# Volduchy
Volduchy är en ort i Tjeckien.   Den ligger i regionen Plzeň, i den västra delen av landet, 70 km sydväst om huvudstaden Prag. Volduchy ligger 404 meter över havet och antalet invånare är 995.
Terrängen runt Volduchy är kuperad åt nordost, men åt sydväst är den platt. Runt Volduchy är det tätbefolkat, med 276 invånare per kvadratkilometer. Närmaste större samhälle är Plzeň, 17,9 km väster om Volduchy. Trakten runt Volduchy består till största delen av jordbruksmark.